# Rubus crataegifolius
Rubus crataegifolius är en rosväxtart som beskrevs av Aleksandr Andrejevitj Bunge. Rubus crataegifolius ingår i släktet rubusar, och familjen rosväxter.

## Underarter
Arten delas in i följande underarter:
- R. c. inermis
- R. c. xanthocarpus
- R. c. flavescens
- R. c. subcuneatus
- R. c. subcuneatus
- R. c. wrightii

## Bildgalleri

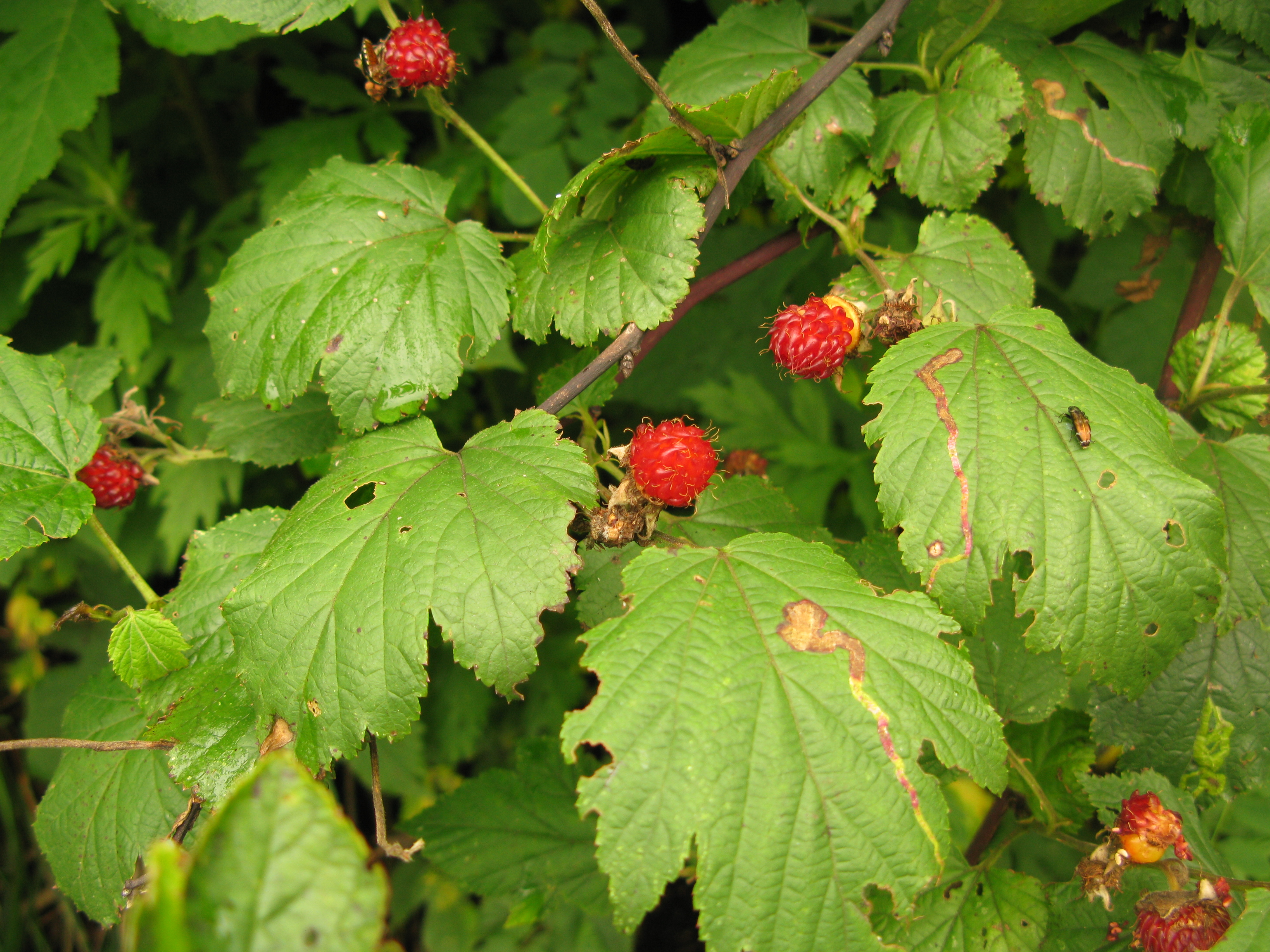
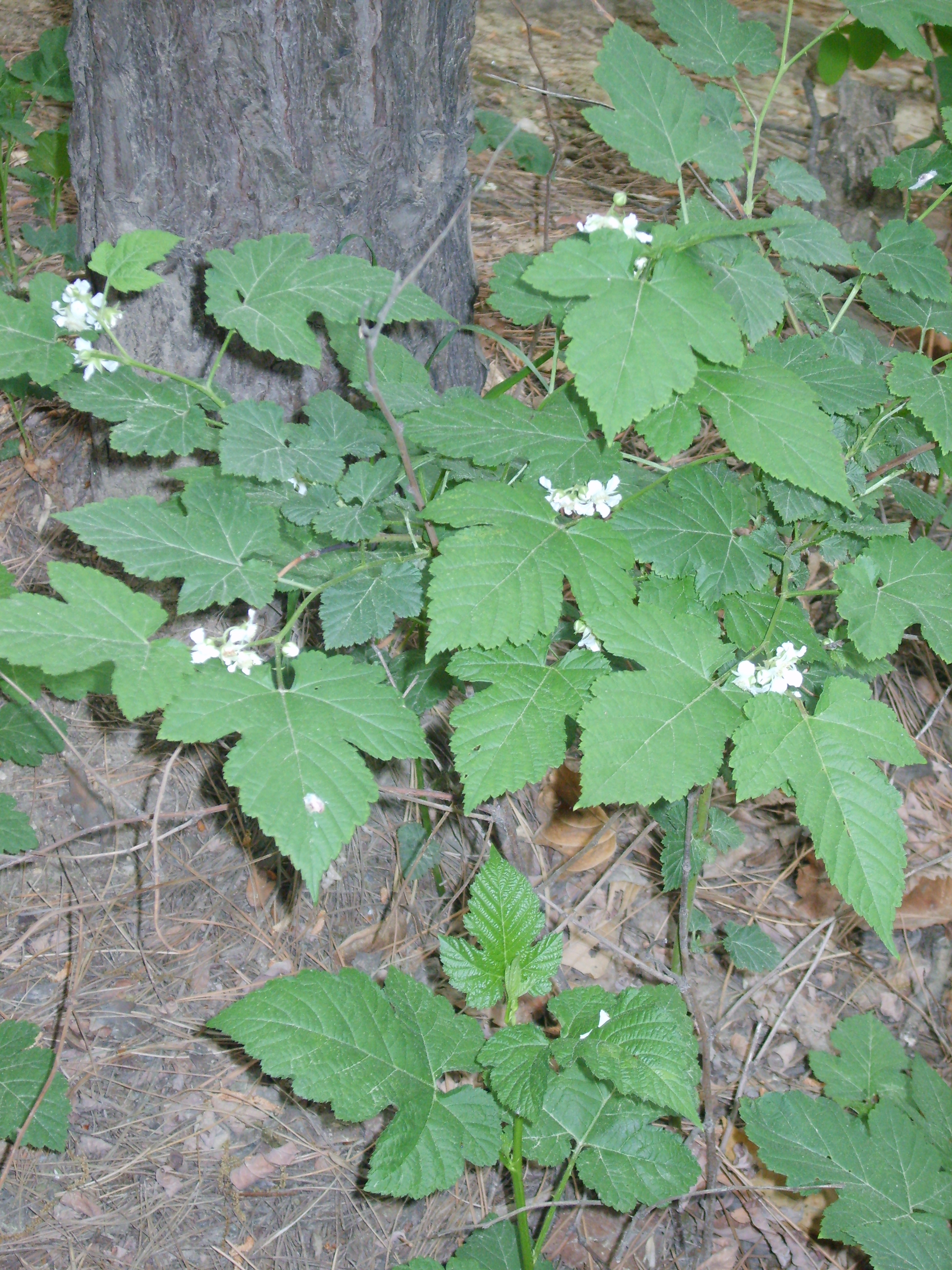
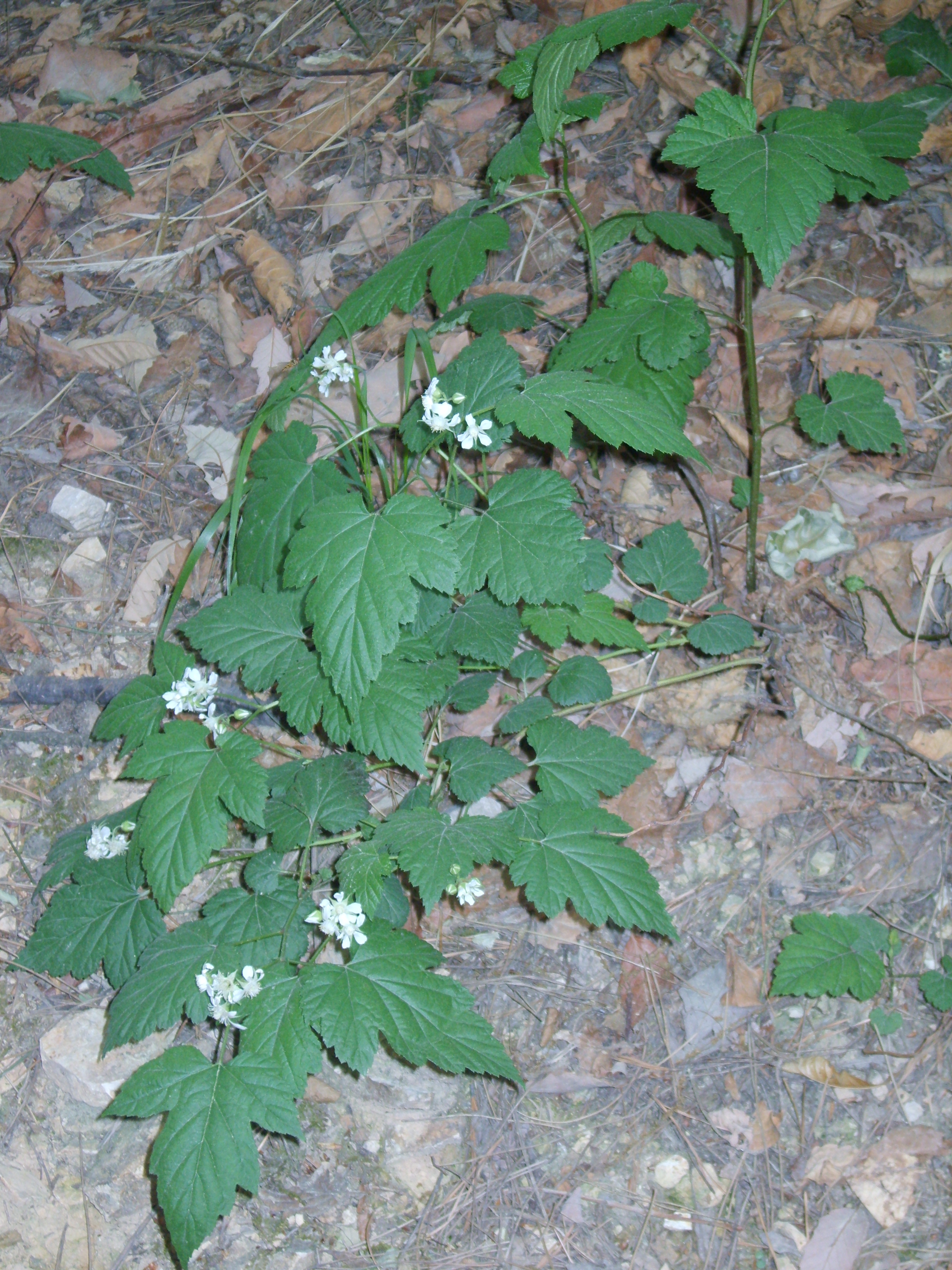
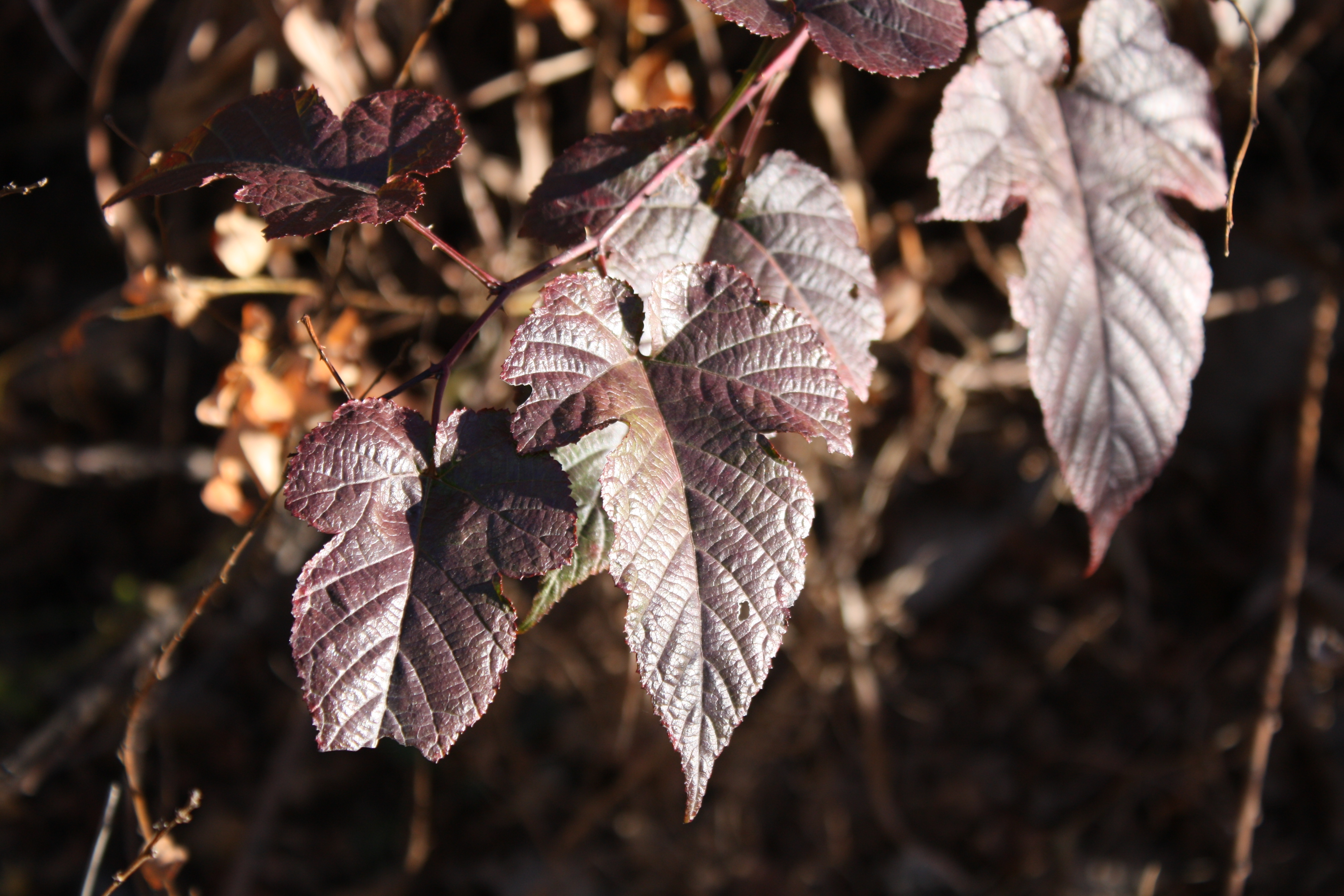
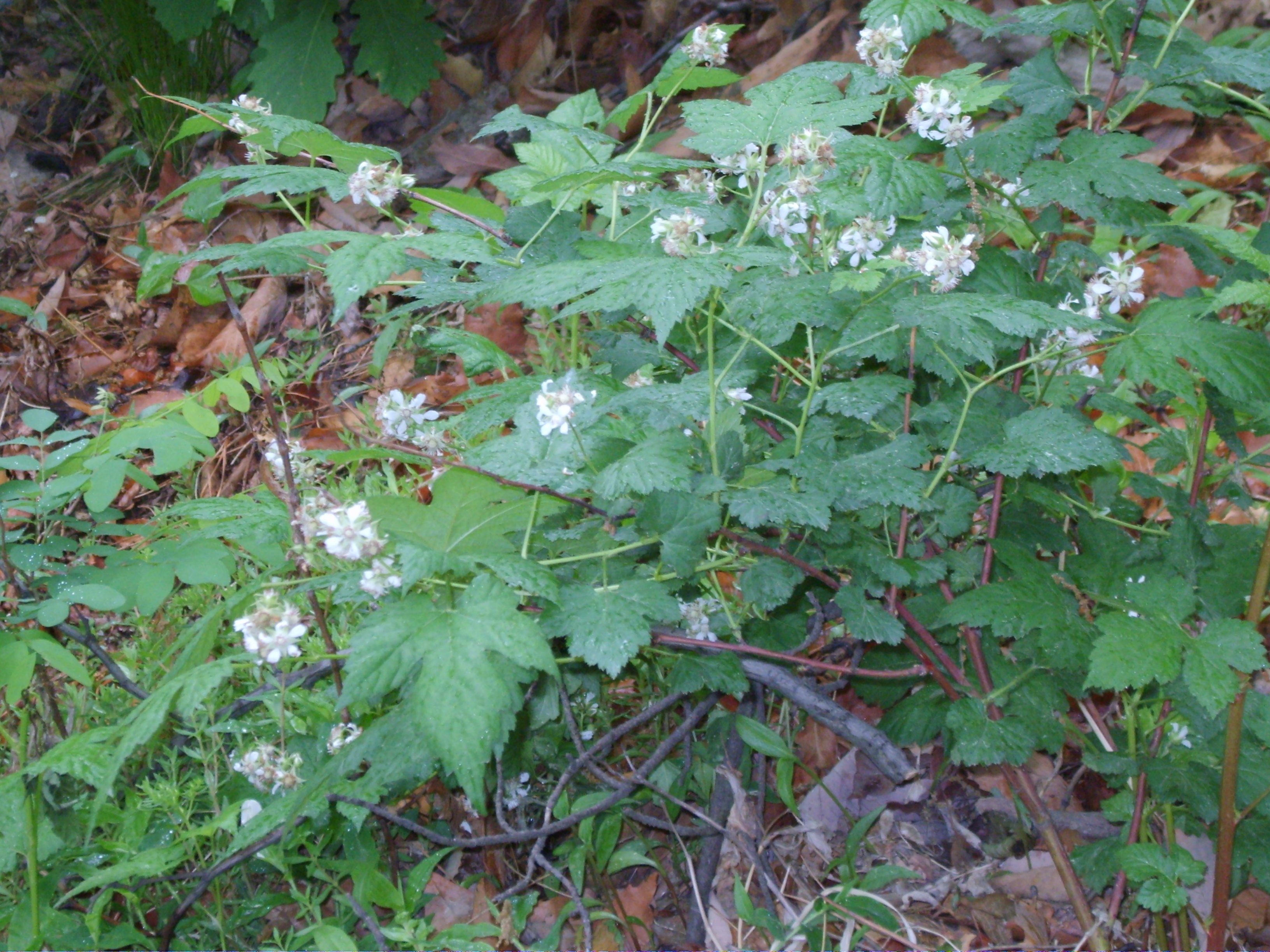
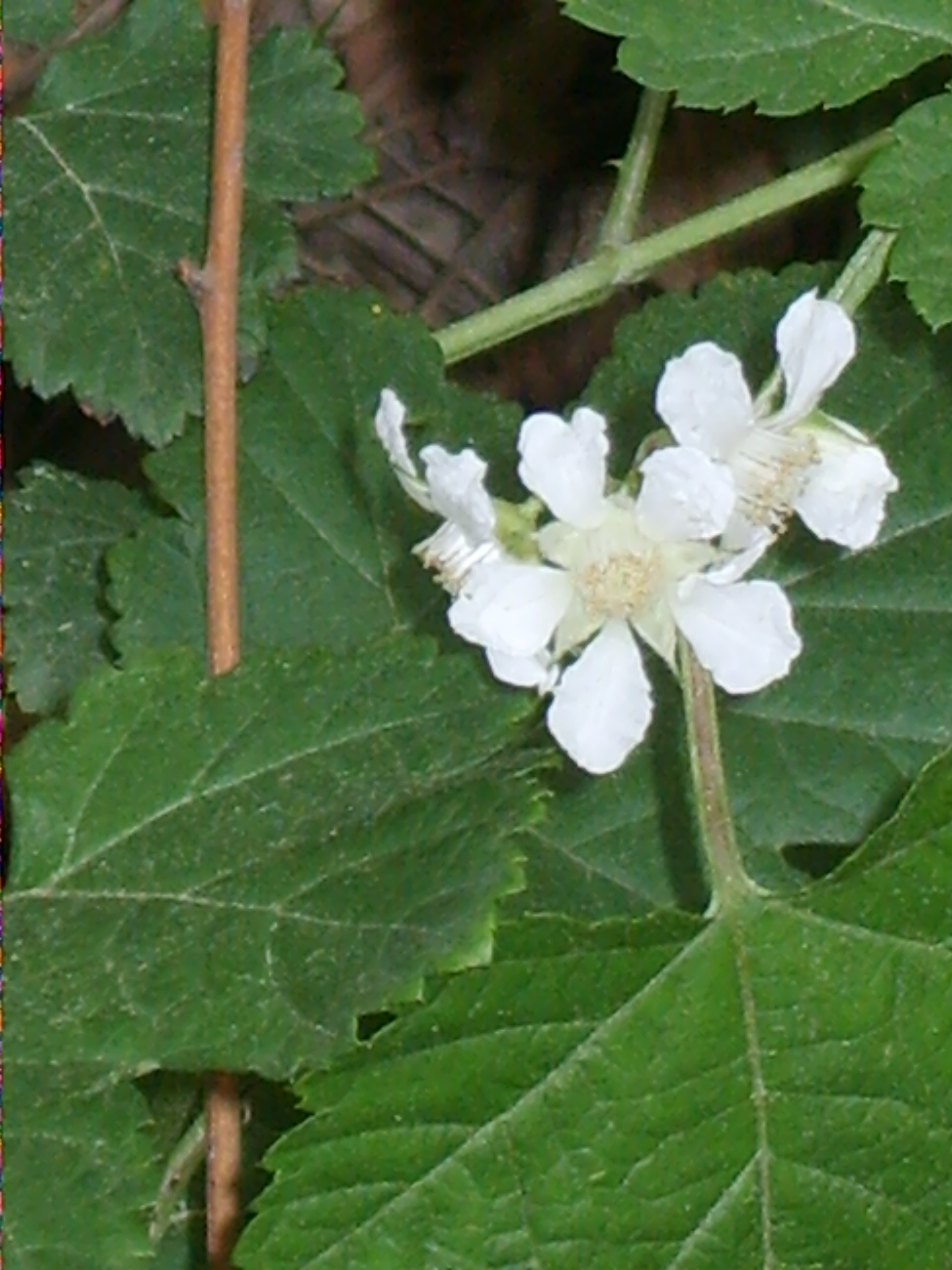